# Unione Sportiva Basket Recanati 2011-2012
Il Basket Recanati 2011-2012 ha preso parte al campionato di Divisione Nazionale A FIP 2011-2012.

## Roster 2011-12
| N° | Naz.              | Ruolo | Sportivo                 |  |  |  |  |
| -- | ----------------- | ----- | ------------------------ |  |  |  |  |
|    | Italia (bandiera) | P     | Andrea Traini            |  |  |  |  |
|    | Italia (bandiera) | A     | Mario Gigena             |  |  |  |  |
| 4  | Italia (bandiera) | A     | Simone Centanni          |  |  |  |  |
| 5  | Italia (bandiera) | A     | Marco Ceron              |  |  |  |  |
| 6  | Italia (bandiera) | A     | Roberto Fossati          |  |  |  |  |
| 7  | Italia (bandiera) | P     | Marco Evangelisti        |  |  |  |  |
| 8  | Italia (bandiera) | G     | Attilio Pierini          |  |  |  |  |
| 9  | Italia (bandiera) | A     | Paolo Chiarello          |  |  |  |  |
| 10 | Italia (bandiera) | G     | Alessandro Cecchetti     |  |  |  |  |
| 11 | Italia (bandiera) | A     | Simone Ercoli (cestista) |  |  |  |  |
| 12 | Italia (bandiera) | C     | Andrea Gurini            |  |  |  |  |
| 13 | Italia (bandiera) | P     | Alessio Magrini          |  |  |  |  |
| 15 | Italia (bandiera) | G     | Marco Flamini            |  |  |  |  |
| 16 | Italia (bandiera) | G     | Matteo Pierangeli        |  |  |  |  |